# 哈尔滨极地馆
哈尔滨极地馆是世界首座极地演艺游乐园，中国哈尔滨国际冰雪节四大景区之一，国家4A级旅游景区，中国唯一一家以娱乐表演为主题的极地馆。

## 主要景区

### 大兴安岭
大兴安岭展区，是运用高科技的声、光、电展示技术与技巧，刻画出一幅大兴安岭的原始风貌图：旋转的采风车，红透的旧壁炉，欢快的老水车，还有猎人小屋里悬挂的鹿头、猎枪、弓和弩，展现出森林猎人的本色生活。远处是苍莽的雪山，近处有潺潺的流水，还有水中各种珍稀淡水鱼——施氏鲟鱼、俄罗斯鲟鱼、山女鳟鱼、金鳟鱼、乌鳢鱼、鳜鱼、黄颡鱼等多达百余种、近千尾。

### 渔人码头
渔人码头是仿照美国旧金山渔人码头的原貌精心建造的。景区刻画出一幅椰树、蓝天、海岸、沙滩交相呼应的浪漫景色。 在这里同样也生活着数十种、近百尾珍稀鱼类，它们都是海水鱼，如蝴蝶鱼、神仙鱼、狐狸鱼、炮弹鱼、小丑鱼等。旁边还有一个专为儿童设置的“亲水区”，儿童可以自由进入，清晰地观看到海水的分层剖面图，从另一角度感受海洋、了解海洋，并树立起保护海洋的意识与责任。
景区内还有具有特色的渔人小屋，里面共陈列了20余幅珍贵的渔人生活照片，真实再现了一个多世纪前海边渔民古朴的渔猎生活。

### 南极企鹅岛
这个企鹅展区其实就是一个人工营建的“小南极”，里面放养了17只王企鹅和白眉企鹅，其中白眉企鹅15只，王企鹅2只。这些企鵝从南极途经新西兰、日本、大连后，于2005年12月11日抵达哈尔滨。15只白眉企鹅年龄2-7岁不等，2只王企鹅一雄一雌，雄性6岁，雌性不到1岁，值得一提的是，她是中国第一只人工繁育成功的南极王企鹅。
这里模拟企鹅在南极大陆的自然生活环境，运用高超的灯光照明和人造冰雪，营造了极地的白天黑夜、日出日落、罕见的暴风雪，甚至还有极昼极夜等特有景象。
另外，极地馆的驯养师每天24小时都对此区进行全程监控，一方面以确保该展区温度始终保持在-5摄氏度；另一方面则是为了确保企鹅的驯养工作万无一失。尤其是在企鹅繁育期，驯养师们的监督看护工作就会更加小心谨慎，确保这些来自南极的企业能够在北半球的哈尔滨正常生活，并繁殖后代。
企鹅岛的对面有一个特制的“南半球”地球仪，通过此地球仪可以更进一步地了解企鹅在南半球的分布情况。
除此之外，在这个区域中，还还原了南极科考供给站的真实场景，有极地帐篷、Argo水陆两用探险车、科考物资堆放点等。

### 北极动物家园
与南极企鹅岛相对应，是北极动物家园。这里有2只北极熊，来自俄罗斯，雄性，年龄都在3岁左右，每只体重都500公斤左右。此外这个景区还有海豹、白鲸等北极动物。